# Tontelea weberbaueri
Tontelea weberbaueri är en benvedsväxtart som beskrevs av Albert Charles Smith. Tontelea weberbaueri ingår i släktet Tontelea och familjen Celastraceae. Inga underarter finns listade.